# Giorgio Sangiorgi
Giorgio Sangiorgi (Forlì, 26 luglio 1957) è un autore di fantascienza e fumettista italiano.

## Biografia
Laureato in discipline delle arti, della musica e dello spettacolo (DAMS) all'Università di Bologna, con una tesi sul movimento nelle arti grafiche e nel fumetto, I disegni che vivono, Sangiorgi comincia a interessarsi alla narrazione a partire proprio dal fumetto, di cui si occupa per alcuni anni, vincendo giovanissimo un premio in collaborazione con Roberto Celano e Paolo Morisi La passione per il fumetto lo porterà a pubblicare nel 2012 il saggio ZAP! Esegesi del fumetto di fantascienza.
Negli anni settanta comincia a interessarsi all'opera di Sri Aurobindo e a studiare le discipline spirituali orientali e occidentali. Negli anni ottanta collabora con l'Istituto di Ricerche Evolutive di Roma e con l'associazione "Agenda Italia", partecipando alla realizzazione di iniziative con lo scopo di far conoscere in Italia l'opera di Sri Aurobindo e Mirra Alfassa (la Madre). In quegli anni collabora col regista Davide Montemurri alla realizzazione di produzioni televisive, radiofoniche e teatrali. Nel 1986 pubblica un articolo su Aurobindo dal titolo L'oro in fondo al corpo, sulla rivista Abstracta.
La sua attività di romanziere è legata soprattutto al genere fantascientifico. Vince il concorso Vaga la fantasia del quotidiano La Repubblica nel 1989 con il racconto Un'altra macchina del tempo (poi trasmesso da RAI3 Emilia-Romagna). Nel 1995 è la volta del VI Premio Navile da cui il volume Il cercapersone pubblicato per Moby Dick-Zelig.
Per anni ha collaborato con Perseo Libri, poi divenuta Elara, pubblicando romanzi e saggi sulla rivista Futuro Europa di Lino Aldani e Ugo Malaguti, sulla quale, tra saggi, racconti e romanzi, è stato l'autore con maggiori presenze; fino a che nel 2005 pubblica il romanzo La foresta dei sogni perduti poi segnalato al Premio Italia. Alcuni suoi racconti sono stati tradotti in Francia e Spagna.
Nel 2007 ha cominciato a occuparsi più attivamente di editoria: prima collaborando attivamente con Perseo Libri (è uno dei pochi autori italiani a scrivere la "Pagina tre" di Nova SF*), poi fondando, insieme ad Armando Corridore, la Elara Libri (di cui è socio fino al 2010), con il compito di proseguire l'attività della Perseo. Nel 2009, insieme a Luca Oleastri, vara un'iniziativa di editoria su internet, la Edizioni Scudo, che per prima cosa ha visto la nascita di Short Stories, una rivista di racconti fantastici e di fantascienza appositamente illustrati, da Oleastri, di cui Sangiorgi è curatore.
Nell'ambito di un progetto più ampio rivolto ai giovani scrittori, con Oleastri ha lanciato l'iniziativa dal titolo Mahayavan: delineando le coordinate di un mondo fantasy e chiamando a raccolta scrittori e illustratori per fare di questo mondo una creazione collettiva. Sempre nella stessa veste, ha varato una collana editoriale intitolata "Vapore italico", la prima in Italia dedicata al genere steampunk. Ha poi lanciato un'iniziativa per stimolare gli autori alla creazione di un pantheon di supereroi europei, in contrapposizione amichevole col monopolio di quelli statunitensi. Questa iniziativa ha dato origine al volume di racconti E-Heroes, che conteneva gli startup di decine di eroi. La casa Editrice Cyrano Comics, sempre in collaborazione con Sangiorgi, ha ripreso alcuni di questi personaggi per creare una saga a fumetti.
Grazie a queste iniziative riprende anche la sua vecchia passione per la grafica, riedita e pubblica i suoi fumetti del passato e ne realizza di nuovi con moderne tecniche digitali. Diviene anche illustratore, realizzando centinaia di illustrazioni per la sua casa editrice e per altri committenti; nel 2013 un suo racconto appare in un numero Speciale Italia di Galaxies, rivista francese di cui cura anche la copertina, venendo presentato anche come illustratore.
Nel 2016, crea un sito apposito su internet e inizia a pubblicare gratuitamente una saga di space opera dedicata alle avventure dell'astronave Omega e del suo capitano Will Alcott. I racconti di ogni anno, dall'autore definiti: Stagione, come si fa per i telefilm, vengono ritirati dal sito e pubblicati in un volume a cura della Edizioni Scudo. L'opera si chiude nel 2018 con la terza stagione. Ad essa hanno collaborato altri tre autori: Elio Antenucci, Pierre Jean Brouillaud e Fabio Calabrese.
Ripete l'esperienza nel 2020, pubblicando una novella ad episodi intitolata "Nothing". Tuttavia questa volta, prima di pubblicare il libro, appare a puntate su una pagina appositamente dedicata di Facebook. Negli ultimi anni ha anche scritto alcuni romanzi in collaborazione di Giovanni Mongini: "Vento di marea", "Dopo di allora 2", "Io esisto e tu...?", "La divina tragedia".
Alle attività artistiche Sangiorgi ha nel tempo affiancato la collaborazioni di taglio giornalistico e saggistico con varie testate, come la stessa Futuro Europa; in seguito ha collaborato con la rivista on-line Skan Magazine e altri siti dedicati alla letteratura di genere.
Dal 2022, insieme a Luca Ortino, realizza la rivista ufficiale della World SF Italia, l'associazione nazionale degli scrittori di fantascienza.
Insieme a Luca Ortino, vince come curatore il premio Vegetti 2025 per la categoria miglior antologia di fantascienza.

## Opere

### Romanzi
- Friaria, 1992 (romanzo breve), in Futuro Europa 11, Perseo Libri, 1992
- Il cercapersone, I libri dello Zelig, Mobydick, 1995, ISBN 8885122639; Editoriale Scudo, 2009
- Tempio, in Futuro Europa 25, Perseo Libri 1999; riedito 2011
- La foresta dei sogni perduti, Narratori Europei di Science Fiction 29, Perseo Libri, 2005
- Cristalli, Edizioni Scudo, 2009
- Il sacro testo, Edizioni Scudo, 2009
- Pianeti, Edizioni Scudo, 2009 (in edizione ebook, la versione cartacea appare nel 2018)
- Le Magnifiche, Edizioni Scudo, 2009
- Il disco, Edizioni Scudo, 2009
- Starcity, Edizioni Scudo, 2017
- Nothing, Edizioni Scudo, 2021
- La divina tragedia, Edizioni Scudo, 2022 (scritto in collaborazione con Giovanni Mongini)
- Vento di marea, Edizioni Scudo, 2023 (scritto in collaborazione con Giovanni Mongini)

### Racconti
- Un'altra macchina del tempo, La Repubblica,1989
- Dissolvenza in Futuro Europa 14, Perseo Libri, 1996; Edizioni Scudo, 2011 (racconto lungo)
- La promessa, 1997; Edizioni Scudo, 2010
- Il tuffatore, in Futuro Europa 24, Perseo Libri, 1998; riedito 2010
- Guida turistica alla frontiera galattica, illustrazioni di Luca Oleastri, Edizioni Scudo, 2009 (graphic novel)
- Le avventure dell'astronave Omega, Edizioni Scudo, in tre volumi dal 2016 al 2018
- Tutti i racconti, Edizioni scudo (Raccolta completa in 3 volumi di tutti i racconti brevi)

### Opere teatrali
- La zattera, 2010

### Grafica e fumetto
- Antologia patafisica (riduzione a fumetti delle opere di Alfred Jarry), 1987
- Ombre cinesi, 2009
- Luilla, 2009
- La principessa del deserto (su testo di Alexia Bianchini), 2010
- La guerriera del deserto (su testo di Alexia Bianchini), 2011
- L'eroina del deserto (su testo di Alexia Bianchini), 2011
- Misterya (su testo di Alessia e Michela Orlandi), 2011
- Oltre il cielo (su testo di Paolo Ninzatti), 2012
- Nadine e Céline (testi; su disegni di Lucrèce), 2013
- L'epopea di Nikka, 2013
- Il segreto del mondo, 2013
- Il megalito (su testo di Paolo Ninzatti - seguito di "Oltre il cielo"), 2015
- Miraggi, EdizioniScudo, 2017
- Pianeti, il fumetto (all'interno della versione cartacea del romanzo), Edizioni Scudo, 2018
- Ramah, Edizioni Scudo, 2018
- Blad, Edizioni Scudo, 2018 - Fumetto Ipertestuale[4]
- Harmonia e altre dimensioni, Edizioni Scudo, 2018 (in collaborazione con Luca Oleastri)
- Omeide, Edizioni Scudo, 2021
- Science Fiction Cinema Actors, Edizioni Scudo, 2022

## Saggistica
- ZAP! Esegesi del fumetto di fantascienza, Omni - i saggi, Edizioni Scudo, 2012
- Guess Star... Trek, Edizioni Scudo, 2015